# Barichneumon condecoratus
Barichneumon condecoratus är en stekelart som först beskrevs av Johann Ludwig Christian Gravenhorst 1829.  Barichneumon condecoratus ingår i släktet Barichneumon och familjen brokparasitsteklar. Inga underarter finns listade.